# Liste des médaillés olympiques en haltérophilie
Cette page recense la liste des médaillés olympiques en haltérophilie.

## Épreuves masculines

### Poids plumes
| Édition                                   | Or                 | Argent                 | Bronze               |
| ----------------------------------------- | ------------------ | ---------------------- | -------------------- |
| Moins de 60 kg                            |                    |                        |                      |
| Anvers 1920                               | Frans De Haes      | Alfred Schmidt         | Eugène Ryter         |
| Paris 1924                                | Pierino Gabetti    | Andreas Stadler        | Arthur Reinmann      |
| Amsterdam 1928                            | Franz Andrysek     | Pierino Gabetti        | Hans Wölpert         |
| Los Angeles 1932                          | Raymond Suvigny    | Hans Wölpert           | Anthony Terlazzo     |
| Berlin 1936                               | Anthony Terlazzo   | Saleh Soliman          | Ibrahim Shams        |
| Londres 1948                              | Mahmoud Fayad      | Rodney Wilkes          | Jafar Salmasi        |
| Helsinki 1952                             | Rafael Chimishkyan | Nikolai Saksonov       | Rodney Wilkes        |
| Melbourne 1956                            | Isaac Berger       | Yevgeny Minayev        | Marian Zieliński     |
| Rome 1960                                 | Yevgeny Minayev    | Isaac Berger           | Sebastiano Mannironi |
| Tokyo 1964                                | Yoshinobu Miyake   | Isaac Berger           | Mieczysław Nowak     |
| Mexico 1968                               | Yoshinobu Miyake   | Dito Shanidze          | Yoshiyuki Miyake     |
| Munich 1972                               | Norair Nurikyan    | Dito Shanidze          | János Benedek        |
| Montréal 1976                             | Nikolay Kolesnikov | Georghi Todorov        | Kazumasa Hirai       |
| Moscou 1980                               | Viktor Mazin       | Stefan Dimitrov        | Marek Seweryn        |
| Los Angeles 1984                          | Chen Weiqiang      | Gelu Radu              | Tsai Wen-yee         |
| Séoul 1988                                | Naim Süleymanoğlu  | Stefan Topurov         | Ye Huanming          |
| Barcelone 1992                            | Naim Süleymanoğlu  | Nikolaj Pešalov        | He Yingqiang         |
| Moins de 64 kg                            |                    |                        |                      |
| Atlanta 1996                              | Naim Süleymanoğlu  | Valérios Leonídis      | Xiao Jiangang        |
| Moins de 62 kg                            |                    |                        |                      |
| Sydney 2000                               | Nikolaj Pešalov    | Leonídas Sabánis       | Henadzi Aliashchuk   |
| Athènes 2004 (Résultats détaillés)        | Shi Zhiyong        | Le Maosheng            | Israel José Rubio    |
| Pékin 2008 (Résultats détaillés)          | Zhang Xiangxiang   | Diego Fernando Salazar | Triyatno             |
| Londres 2012 (Résultats détaillés)        | Kim Un-guk         | Óscar Figueroa         | Eko Yuli Irawan      |
| Rio de Janeiro 2016 (Résultats détaillés) | Óscar Figueroa     | Eko Yuli Irawan        | Farkhad Kharki       |
| Moins de 61 kg                            |                    |                        |                      |
| Tokyo 2020 (Résultats détaillés)          | Li Fabin           | Eko Yuli Irawan        | Igor Son             |
| Paris 2024 (Résultats détaillés)          | Li Fabin           | Theerapong Silachai    | Hampton Morris       |

### Poids moyens
| Édition                                   | Or                            | Argent            | Bronze                |
| ----------------------------------------- | ----------------------------- | ----------------- | --------------------- |
| Moins de 75 kg                            |                               |                   |                       |
| Anvers 1920                               | Henri Gance                   | Pietro Bianchi    | Albert Pettersson     |
| Paris 1924                                | Carlo Galimberti              | Alfred Neuland    | Jaan Kikkas           |
| Amsterdam 1928                            | Roger François                | Carlo Galimberti  | August Scheffer       |
| Los Angeles 1932                          | Rudolf Ismayr                 | Carlo Galimberti  | Karl Hipfinger        |
| Berlin 1936                               | Khadr El-Touni                | Rudolf Ismayr     | Adolf Wagner (de)     |
| Londres 1948                              | Frank Spellman                | Pete George       | Kim Seong-jip         |
| Helsinki 1952                             | Pete George                   | Gerald Gratton    | Kim Sung-Jip          |
| Melbourne 1956                            | Fyodor Bogdanovsky            | Pete George       | Ermanno Pignatti      |
| Rome 1960                                 | Viktor Georgiyevitch Bushuyev | Tan Howe Liang    | Abdul Wahid Aziz      |
| Tokyo 1964                                | Hans Zdražila                 | Viktor Kurentsov  | Masashi Ohuchi        |
| Mexico 1968                               | Viktor Kurentsov              | Masashi Ohuchi    | Károly Bakos          |
| Munich 1972                               | Yordan Bikov                  | Mohamed Tarabulsi | Anselmo Silvino       |
| Montréal 1976                             | Yordan Mitkov                 | Vartan Militosyan | Peter Wenzel          |
| Moscou 1980                               | Asen Zlatev                   | Oleksandr Perviy  | Nedelcho Kolev        |
| Los Angeles 1984                          | Karl-Heinz Radschinsky        | Jacques Demers    | Dragomir Cioroslan    |
| Séoul 1988                                | Borislav Gidikov              | Ingo Steinhofel   | Alexander Varbanov    |
| Barcelone 1992                            | Fedor Kassapu                 | Pablo Lara        | Kim Myong-nam         |
| Moins de 76 kg                            |                               |                   |                       |
| Atlanta 1996                              | Pablo Lara                    | Yoto Yotov        | Jon Chol Ho           |
| Moins de 77 kg                            |                               |                   |                       |
| Sydney 2000                               | Zhan Xugang                   | Víktor Mítrou     | Arsen Melikian        |
| Athènes 2004 (Résultats détaillés)        | Taner Sagir                   | Sergey Filimonov  | Reyhan Arabacıoğlu    |
| Pékin 2008 (Résultats détaillés)          | Sa Jae-Hyouk                  | Li Hongli         | Gevorg Davtyan        |
| Londres 2012 (Résultats détaillés)        | Lu Xiaojun                    | Lu Haojie         | Iván Cambar           |
| Rio de Janeiro 2016 (Résultats détaillés) | Nijat Rahimov                 | Lu Xiaojun        | Mohamed Mahmoud       |
| Moins de 73 kg                            |                               |                   |                       |
| Tokyo 2020 (Résultats détaillés)          | Shi Zhiyong                   | Julio Mayora      | Rahmat Erwin Abdullah |
| Paris 2024 (Résultats détaillés)          | Rizki Juniansyah              | Weeraphon Wichuma | Bojidar Andreev       |

### Poids mi-lourds
| Édition                                   | Or                 | Argent                    | Bronze             |
| ----------------------------------------- | ------------------ | ------------------------- | ------------------ |
| Moins de 82,5 kg                          |                    |                           |                    |
| Anvers 1920                               | Ernest Cadine      | Fritz Hünenberger         | Erik Pettersson    |
| Paris 1924                                | Charles Rigoulot   | Fritz Hünenberger         | Leopold Friedrich  |
| Amsterdam 1928                            | El Sayed Nosseir   | Louis Hostin              | Johannes Verheyen  |
| Los Angeles 1932                          | Louis Hostin       | Svend Olsen               | Henry Duey         |
| Berlin 1936                               | Louis Hostin       | Eugen Deutsch             | Ibrahim Wasif      |
| Londres 1948                              | Stanley Stanczyk   | Harold Sakata             | Gösta Magnusson    |
| Helsinki 1952                             | Trofim Lomakin     | Stanley Stanczyk          | Arkadi Vorobyev    |
| Melbourne 1956                            | Tommy Kono         | Vasili Stepanov           | James George       |
| Rome 1960                                 | Ireneusz Paliński  | James George              | Jan Bochenek       |
| Tokyo 1964                                | Rudolf Plyukfelder | Géza Tóth                 | Győző Veres        |
| Mexico 1968                               | Boris Selitsky     | Vladimir Belyaev          | Norbert Ozimek     |
| Munich 1972                               | Leif Jenssen       | Norbert Ozimek            | György Horváth     |
| Montréal 1976                             | Valery Shary       | Trendafil Stoitchev       | Péter Baczakó      |
| Moscou 1980                               | Yuri Vardanyan     | Blagoy Blagoev            | Dušan Poliačik     |
| Los Angeles 1984                          | Petre Becheru      | Robert Kabbas             | Ryoji Isaoka       |
| Séoul 1988                                | Israil Arsamakov   | Istvan Messzi             | Lee Hyung Kun      |
| Barcelone 1992                            | Pýrros Dímas       | Krzysztof Siemion         | Place vacante      |
| Moins de 83 kg                            |                    |                           |                    |
| Atlanta 1996                              | Pýrros Dímas       | Marc Huster               | Andrzej Cofalik    |
| Moins de 85 kg                            |                    |                           |                    |
| Sydney 2000                               | Pýrros Dímas       | Marc Huster               | Giorgi Asanidze    |
| Athènes 2004 (Résultats détaillés)        | Giorgi Asanidze    | Andrei Rybakou            | Pýrros Dímas       |
| Pékin 2008 (Résultats détaillés)          | Lu Yong            | Tigran Vardan Martirosyan | Jadier Valladares  |
| Londres 2012 (Résultats détaillés)        | Adrian Zieliński   | Kianoush Rostami          | Tarek Yehia        |
| Rio de Janeiro 2016 (Résultats détaillés) | Kianoush Rostami   | Tian Tao                  | Denis Ulanov       |
| Moins de 81 kg                            |                    |                           |                    |
| Tokyo 2020 (Résultats détaillés)          | Lü Xiaojun         | Zacarías Bonnat           | Antonino Pizzolato |
| Moins de 89 kg                            |                    |                           |                    |
| Paris 2024 (Résultats détaillés)          | Karlos Nassar      | Yeison López              | Antonino Pizzolato |

### Poids lourds-légers
| Édition                          | Or                 | Argent           | Bronze              |
| -------------------------------- | ------------------ | ---------------- | ------------------- |
| Moins de 100 kg                  |                    |                  |                     |
| Moscou 1980                      | Ota Zaremba        | Igor Nikitin     | Alberto Blanco      |
| Los Angeles 1984                 | Rolf Milser        | Vasile Groapa    | Pekka Niemi         |
| Séoul 1988                       | Pavel Kuznetzov    | Nicu Vlad        | Peter Immesberger   |
| Barcelone 1992                   | Victor Tregoubov   | Timour Taimazov  | Waldemar Malak      |
| Moins de 99 kg                   |                    |                  |                     |
| Atlanta 1996                     | Kakhi Kakhiashvili | Anatoli Khrapaty | Mykola Hordiychuk   |
| Moins de 102 kg                  |                    |                  |                     |
| Paris 2024 (Résultats détaillés) | Liu Huanhua        | Akbar Djuraev    | Yauheni Tsikhantsou |

### Poids super lourds
| Édition                                   | Or                   | Argent               | Bronze              |
| ----------------------------------------- | -------------------- | -------------------- | ------------------- |
| Plus de 110 kg                            |                      |                      |                     |
| Munich 1972                               | Vassili Alexeiev     | Rudolf Mang          | Gerd Bonk           |
| Montréal 1976                             | Vassili Alexeiev     | Gerd Bonk            | Helmut Losch        |
| Moscou 1980                               | Sultan Rakhmanov     | Jürgen Heuser        | Tadeusz Rutkowski   |
| Los Angeles 1984                          | Dean Lukin           | Mario Martinez       | Manfred Nerlinger   |
| Séoul 1988                                | Alexander Kurlovich  | Manfred Nerlinger    | Martin Zawieja      |
| Barcelone 1992                            | Alexander Kurlovitch | Leonid Taranenko     | Manfred Nerlinger   |
| Plus de 108 kg                            |                      |                      |                     |
| Atlanta 1996                              | Andrey Chemerkin     | Ronny Weller         | Stefan Botev        |
| Plus de 105 kg                            |                      |                      |                     |
| Sydney 2000                               | Hossein Reza Zadeh   | Ronny Weller         | Andrei Chemerkin    |
| Athènes 2004 (Résultats détaillés)        | Hossein Reza Zadeh   | Viktors Scerbatihs   | Velitchko Tcholakov |
| Pékin 2008 (Résultats détaillés)          | Matthias Steiner     | Evgeny Chigishev     | Viktors Scerbatihs  |
| Londres 2012 (Résultats détaillés)        | Behdad Salimi        | Sajjad Anoushiravani | Jeon Sang-guen      |
| Rio de Janeiro 2016 (Résultats détaillés) | Lasha Talakhadze     | Gor Minasyan         | Irakli Turmanidze   |
| Plus de 109 kg                            |                      |                      |                     |
| Tokyo 2020 (Résultats détaillés)          | Lasha Talakhadze     | Ali Davoudi          | Man Asaad           |
| Plus de 102 kg                            |                      |                      |                     |
| Tokyo 2024 (Résultats détaillés)          | Lasha Talakhadze     | Varazdat Layalan     | Gor Minasyan        |

## Épreuves féminines

### Poids coqs
| Édition                                   | Or             | Argent                | Bronze              |
| ----------------------------------------- | -------------- | --------------------- | ------------------- |
| Moins de 48 kg                            |                |                       |                     |
| Sydney 2000                               | Tara Nott      | Raema Lisa Rumbewas   | Sri Indriyani       |
| Athènes 2004 (Résultats détaillés)        | Nurcan Taylan  | Li Zhuo               | Aree Wiratthaworn   |
| Pékin 2008, (Résultats détaillés)         | Chen Wei-ling  | Im Jyoung-hwa         | Pensiri Laosirikul  |
| Londres 2012 (Résultats détaillés)        | Wang Mingjuan  | Hiromi Miyake         | Ryang Chun-Hwa      |
| Rio de Janeiro 2016 (Résultats détaillés) | Sopita Tanasan | Sri Wahyuni Agustiani | Hiromi Miyake       |
| Moins de 49 kg                            |                |                       |                     |
| Tokyo 2020 (Résultats détaillés)          | Hou Zhihui     | Saikhom Mirabai Chanu | Windy Cantika Aisah |
| Paris 2024 (Résultats détaillés)          | Hou Zhihui     | Mihaela Cambei        | Surodchana Khambao  |

### Poids légers
| Édition                                   | Or               | Argent           | Bronze            |
| ----------------------------------------- | ---------------- | ---------------- | ----------------- |
| Moins de 58 kg                            |                  |                  |                   |
| Sydney 2000                               | Soraya Jiménez   | Ri Song-hui      | Khassaraporn Suta |
| Athènes 2004 (Résultats détaillés)        | Chen Yanqing     | Ri Song-hui      | Wandee Kameaim    |
| Pékin 2008 (Résultats détaillés)          | Chen Yanqing     | O Jong-Ae        | Wandee Kameaim    |
| Londres 2012 (Résultats détaillés)        | Li Xueying       | Pimsiri Sirikaew | Rattikan Gulnoi   |
| Rio de Janeiro 2016 (Résultats détaillés) | Sukanya Srisurat | Pimsiri Sirikaew | Kuo Hsing-chun    |
| Moins de 59 kg                            |                  |                  |                   |
| Tokyo 2020 (Résultats détaillés)          | Kuo Hsing-chun   | Polina Guryeva   | Mikiko Ando       |
| Paris 2024 (Résultats détaillés)          | Luo Shifang      | Maude Charron    | Kuo Hsing-chun    |

### Poids mi-lourds
| Édition                                   | Or             | Argent             | Bronze               |
| ----------------------------------------- | -------------- | ------------------ | -------------------- |
| Moins de 69 kg                            |                |                    |                      |
| Sydney 2000                               | Lin Weining    | Erzsébet Márkus    | Karnam Malleswari    |
| Athènes 2004 (Résultats détaillés)        | Liu Chunhong   | Eszter Krutzler    | Zarema Kasaeva       |
| Pékin 2008 (Résultats détaillés)          | Oxana Slivenko | Leydi Solís        | Abeer Khalil         |
| Londres 2012 (Résultats détaillés)        | Rim Jong-Sim   | place vacante      | Anna Nurmukhambetova |
| Rio de Janeiro 2016 (Résultats détaillés) | Xiang Yanmei   | Zhazira Zhapparkul | Sara Ahmed           |
| Moins de 76 kg                            |                |                    |                      |
| Tokyo 2020 (Résultats détaillés)          | Neisi Dajomes  | Katherine Nye      | Aremi Fuentes Zavala |
| Moins de 71 kg                            |                |                    |                      |
| Paris 2024 (Résultats détaillés)          | Olivia Reeves  | Mari Sánchez       | Angie Palacios       |

### Poids lourds
| Édition                                   | Or                   | Argent              | Bronze           |
| ----------------------------------------- | -------------------- | ------------------- | ---------------- |
| Moins de 75 kg                            |                      |                     |                  |
| Sydney 2000                               | María Isabel Urrutia | Ruth Ogbeifo        | Kuo Yi-hang      |
| Athènes 2004 (Résultats détaillés)        | Pawina Thongsuk      | Natalia Zabolotnaya | Valentina Popova |
| Pékin 2008, (Résultats détaillés)         | Alla Vazhenina       | Lidia Valentin      | Damaris Aguirre  |
| Londres 2012 (Résultats détaillés)        | Lidia Valentin       | Abeer Abdelrahman   | Madias Nzesso    |
| Rio de Janeiro 2016 (Résultats détaillés) | Rim Jong-sim         | Darya Naumava       | Lidia Valentín   |
| Moins de 87 kg                            |                      |                     |                  |
| Tokyo 2020 (Résultats détaillés)          | Wang Zhouyu          | Tamara Salazar      | Crismery Santana |
| Moins de 81 kg                            |                      |                     |                  |
| Paris 2024 (Résultats détaillés)          | Solfrid Koanda       | Sara Ahmed          | Neisi Dajomes    |

### Poids super lourds
| Édition                                   | Or            | Argent            | Bronze         |
| ----------------------------------------- | ------------- | ----------------- | -------------- |
| Plus de 75 kg                             |               |                   |                |
| Sydney 2000                               | Ding Meiyuan  | Agata Wróbel      | Cheryl Haworth |
| Athènes 2004 (Résultats détaillés)        | Tang Gonghong | Jang Mi-ran       | Agata Wróbel   |
| Pékin 2008, (Résultats détaillés)         | Jang Mi-ran   | Ele Opeloge       | Mariam Usman   |
| Londres 2012 (Résultats détaillés)        | Zhou Lulu     | Tatiana Kashirina | Jang Mi-ran    |
| Rio de Janeiro 2016 (Résultats détaillés) | Meng Suping   | Kim Kuk-hyang     | Sarah Robles   |
| Plus de 87 kg                             |               |                   |                |
| Tokyo 2020 (Résultats détaillés)          | Li Wenwen     | Emily Campbell    | Sarah Robles   |
| Plus de 81 kg                             |               |                   |                |
| Paris 2024 (Résultats détaillés)          | Li Wenwen     | Park Hye-jeong    | Emily Campbell |

## Anciennes catégories masculines

### Poids lourds à deux bras
| Édition      | Or                | Argent             | Bronze          |
| ------------ | ----------------- | ------------------ | --------------- |
| Athènes 1896 | Viggo Jensen      | Launceston Elliot  | Sotírios Versís |
| Paris 1904   | Perikles Kakousis | Oscar Paul Osthoff | Frank Kungler   |

### Poids lourds à un bras
| Édition      | Or                 | Argent           | Bronze                  |
| ------------ | ------------------ | ---------------- | ----------------------- |
| Athènes 1896 | Launceston Elliot  | Viggo Jensen     | Aléxandros Nikolópoulos |
| Paris 1904   | Oscar Paul Osthoff | Frederik Winters | Frank Kungler           |

### Poids mouches
| Édition          | Or                  | Argent          | Bronze             |
| ---------------- | ------------------- | --------------- | ------------------ |
| Moins de 52 kg   |                     |                 |                    |
| Munich 1972      | Zygmunt Smalcerz    | Lajos Szűcs     | Sándor Holczreiter |
| Montréal 1976    | Aleksandr Voronin   | György Kõszegi  | Mohammad Nassiri   |
| Moscou 1980      | Kanybek Osmonaliyev | Ho Bong-chol    | Han Gyong-si       |
| Los Angeles 1984 | Zeng Guoqiang       | Zhou Peishun    | Kazushito Manabe   |
| Séoul 1988       | Sevdalin Marinov    | Byung-Kwan Chun | Zhuoquiang He      |
| Barcelone 1992   | Ivan Ivanov         | Lin Qisheng     | Traian Cihărean    |
| Moins de 54 kg   |                     |                 |                    |
| Atlanta 1996     | Halil Mutlu         | Zhang Xiangsen  | Sevdalin Minchev   |

### Poids coqs
| Édition                                   | Or               | Argent           | Bronze             |
| ----------------------------------------- | ---------------- | ---------------- | ------------------ |
| Moins de 56 kg                            |                  |                  |                    |
| Londres 1948                              | Joseph DePietro  | Julian Creus     | Richard Tom        |
| Helsinki 1952                             | Ivan Udodov      | Mahmoud Namdjou  | Ali Mirzai         |
| Melbourne 1956                            | Charles Vinci    | Vladimir Stogov  | Mahmoud Namdjou    |
| Rome 1960                                 | Charles Vinci    | Yoshinobu Miyake | Ismail Elm Khah    |
| Tokyo 1964                                | Aleksei Vakhonin | Imre Földi       | Shiro Ishinoseki   |
| Mexico 1968                               | Mohammad Nassiri | Imre Földi       | Henryk Trębicki    |
| Munich 1972                               | Imre Földi       | Mohammad Nassiri | Gennadi Chetin     |
| Montréal 1976                             | Norair Nurikyan  | Grzegorz Cziura  | Kenkichi Ando      |
| Moscou 1980                               | Daniel Núñez     | Yurik Sarkisyan  | Tadeusz Dembończyk |
| Los Angeles 1984                          | Wu Shude         | Lai Runming      | Masahiro Kotaka    |
| Séoul 1988                                | Oksen Mirzoian   | He Yingqiang     | Liu Shoubin        |
| Barcelone 1992                            | Chun Byung-Kwan  | Liu Shoubin      | Luo Jianming       |
| Moins de 59 kg                            |                  |                  |                    |
| Atlanta 1996                              | Tang Ningsheng   | Leonídas Sabánis | Nikolay Pechalov   |
| Moins de 56 kg                            |                  |                  |                    |
| Sydney 2000                               | Halil Mutlu      | Wu Wenxiong      | Zhang Xiangxiang   |
| Athènes 2004 (Résultats détaillés)        | Halil Mutlu      | Wu Meijin        | Sedat Artuc        |
| Pékin 2008 (Résultats détaillés)          | Long Qingquan    | Hoàng Anh Tuấn   | Eko Yuli Irawan    |
| Londres 2012 (Résultats détaillés)        | Om Yun-Chol      | Wu Jingbiao      | Trần Lê Quốc Toàn  |
| Rio de Janeiro 2016 (Résultats détaillés) | Long Qingquan    | Om Yun-chol      | Sinphet Kruaithong |

### Poids légers
| Édition                                    | Or                            | Argent               | Bronze                     |
| ------------------------------------------ | ----------------------------- | -------------------- | -------------------------- |
| Moins de 67,5 kg                           |                               |                      |                            |
| Anvers 1920                                | Alfred Neuland                | Louis Williquet      | Florimond Rooms            |
| Paris 1924                                 | Edmond Decottignies           | Anton Zwerina        | Bohumil Durdys             |
| Amsterdam 1928                             | Hans Haas Kurt Helbig         |                      | Fernand Arnout             |
| Los Angeles 1932                           | René Duverger                 | Hans Haas            | Gastone Pierini            |
| Berlin 1936                                | Anwar Mesbah                  | Robert Fein          | Karl Jansen                |
| Londres 1948                               | Ibrahim Shams                 | Attia Hamouda        | James Halliday             |
| Helsinki 1952                              | Tommy Kono                    | Yevgeni Lopatin      | Vern Barberis              |
| Melbourne 1956                             | Ihor Rybak                    | Ravil Khabutdinov    | Kim Chang-Hee              |
| Rome 1960                                  | Viktor Georgiyevitch Bushuyev | Tan Howe Liang       | Abdul Wahid Aziz           |
| Tokyo 1964                                 | Waldemar Baszanowski          | Vladimir Kaplunov    | Marian Zieliński           |
| Mexico 1968                                | Waldemar Baszanowski          | Parviz Jalayer       | Marian Zieliński           |
| Munich 1972                                | Mukharby Kirzhinov            | Mladen Kuchev        | Zbigniew Tadeusz Kaczmarek |
| Montréal 1976                              | Pyotr Korol                   | Daniel Senet         | Kazimierz Czarnecki        |
| Moscou 1980                                | Yanko Rusev                   | Joachim Kunz         | Mincho Pashov              |
| Los Angeles 1984                           | Yao Jingyuan                  | Andrei Socaci        | Jouni Grönman              |
| Séoul 1988                                 | Joachim Kunz                  | Israil Militosian    | Jinhe Li                   |
| Barcelone 1992                             | Israel Militosian             | Yoto Yotov           | Andreas Behm               |
| Moins de 70 kg                             |                               |                      |                            |
| Atlanta 1996                               | Zhan Xugang                   | Kim Myong-nam        | Attila Feri                |
| Moins de 69 kg                             |                               |                      |                            |
| Sydney 2000                                | Galabin Boevski               | Georgi Markov        | Siarhei Laurenau           |
| Athènes 2004 (Résultats détaillés)         | Liu Chunhong                  | Eszter Krutzler      | Zarema Kasaeva             |
| Pékin 2008 (Résultats détaillés)           | Liao Hui                      | Vencelas Dabaya      | Yordanis Borrero           |
| Londres 2012 (Résultats détaillés)         | Lin Qingfeng                  | Triyatno             | place vacante              |
| Rio de Janeiro 2016, (Résultats détaillés) | Shi Zhiyong                   | Daniyar İsmayilov    | Luis Javier Mosquera       |
| Moins de 67 kg                             |                               |                      |                            |
| Tokyo 2020 (Résultats détaillés)           | Chen Lijun                    | Luis Javier Mosquera | Mirko Zanni                |

### Poids lourds moyens
| Édition                                   | Or                 | Argent              | Bronze                |
| ----------------------------------------- | ------------------ | ------------------- | --------------------- |
| Moins de 90 kg                            |                    |                     |                       |
| Helsinki 1952                             | Norbert Schemansky | Grigori Novak       | Lennox Kilgour        |
| Melbourne 1956                            | Arkadi Vorobyev    | David Sheppard      | Jean Debuf            |
| Rome 1960                                 | Arkadi Vorobyev    | Trofim Lomakin      | Louis Martin          |
| Tokyo 1964                                | Vladimir Golovanov | Louis Martin        | Ireneusz Paliński     |
| Mexico 1968                               | Kaarlo Kangasniemi | Jaan Talts          | Marek Gołąb           |
| Munich 1972                               | Andon Nikolov      | Atanas Shopov       | Hans Bettembourg      |
| Montréal 1976                             | David Rigert       | Lee James           | Atanas Shopov         |
| Moscou 1980                               | Peter Baczako      | Rumen Aleksandrov   | Frank Mantek          |
| Los Angeles 1984                          | Nicu Vlad          | Dumitru Petre       | David Mercer          |
| Séoul 1988                                | Anatoli Khrapaty   | Nail Muchamediarov  | Sławomir Zawada       |
| Barcelone 1992                            | Kakhi Kakhiashvili | Serguei Syrtsov     | Sergiusz Wołczaniecki |
| Moins de 91 kg                            |                    |                     |                       |
| Atlanta 1996                              | Alekseï Petrov     | Leonídas Kókkas     | Oliver Caruso         |
| Moins de 94 kg                            |                    |                     |                       |
| Sydney 2000                               | Akakios Kakiasvili | Szymon Kolecki      | Alekseï Petrov        |
| Athènes 2004 (Résultats détaillés)        | Milen Dobrev       | Khadjimourad Akkaev | Eduard Tjukin         |
| Pékin 2008, (Résultats détaillés)         | Szymon Kołecki     | Arsen Kasabiev      | Yoandry Hernández     |
| Londres 2012 (Résultats détaillés)        | Saeid Mohammadpour | Kim Min-Jae         | Tomasz Zielinski      |
| Rio de Janeiro 2016 (Résultats détaillés) | Sohrab Moradi      | Vadzim Straltsou    | Aurimas Didžbalis     |
| Moins de 96 kg                            |                    |                     |                       |
| Tokyo 2020 (Résultats détaillés)          | Fares Ibrahim      | Keydomar Vallenilla | Anton Pliesnoi        |

### Poids lourds
| Édition                                   | Or                   | Argent             | Bronze              |
| ----------------------------------------- | -------------------- | ------------------ | ------------------- |
| Plus de 82,5 kg                           |                      |                    |                     |
| Anvers 1920                               | Filippo Bottino      | Joseph Alzin       | Léon Bernot         |
| Paris 1924                                | Giuseppe Tonani      | Franz Aigner       | Harald Tammer       |
| Amsterdam 1928                            | Josef Straßberger    | Arnold Luhaäär     | Jaroslav Skobla     |
| Los Angeles 1932                          | Jaroslav Skobla      | Václav Pšenička    | Josef Straßberger   |
| Berlin 1936                               | Josef Manger         | Václav Pšenička    | Arnold Luhaäär      |
| Londres 1948                              | John Davis           | Norbert Schemansky | Abraham Charité     |
| Plus de 90 kg                             |                      |                    |                     |
| Helsinki 1952                             | John Davis           | James Bradford     | Humberto Selvetti   |
| Melbourne 1956                            | Paul Edward Anderson | Humberto Selvetti  | Alberto Pigaiani    |
| Rome 1960                                 | Yury Vlasov          | James Bradford     | Norbert Schemansky  |
| Tokyo 1964                                | Leonid Zhabotinsky   | Yury Vlasov        | Norbert Schemansky  |
| Mexico 1968                               | Leonid Zhabotinsky   | Serge Reding       | Joseph Dube         |
| Moins de 110 kg                           |                      |                    |                     |
| Munich 1972                               | Vassili Alexeiev     | Rudolf Mang        | Gerd Bonk           |
| Montréal 1976                             | Vassili Alexeiev     | Gerd Bonk          | Helmut Losch        |
| Moscou 1980                               | Leonid Taranenko     | Valentin Hristov   | György Szalai       |
| Los Angeles 1984                          | Norberto Oberburger  | Stefan Tasnadi     | Guy Carlton         |
| Séoul 1988                                | Juri Zacharevich     | Jozsef Jacso       | Ronny Weller        |
| Barcelone 1992                            | Ronny Weller         | Artour Akoev       | Stefan Botev        |
| Moins de 108 kg                           |                      |                    |                     |
| Atlanta 1996                              | Tymur Taymazov       | Serguei Syrtsov    | Nicu Vlad           |
| Moins de 105 kg                           |                      |                    |                     |
| Sydney 2000                               | Hossein Tavakoli     | Alan Tsagaev       | Said Asaad          |
| Athènes 2004 (Résultats détaillés)        | Dmitry Berestov      | Igor Razoronov     | Gleb Pisarevskiy    |
| Pékin 2008 (Résultats détaillés)          | Andrei Aramnau       | Dmitri Klokov      | Marcin Dolega       |
| Londres 2012 (Résultats détaillés)        | Navab Nasirshelal    | Bartłomiej Bonk    | Ivan Efremov        |
| Rio de Janeiro 2016 (Résultats détaillés) | Ruslan Nurudinov     | Simon Martirosyan  | Aleksandr Zaychikov |
| Moins de 109 kg                           |                      |                    |                     |
| Tokyo 2020 (Résultats détaillés)          | Akbar Djuraev        | Simon Martirosyan  | Artūrs Plēsnieks    |

## Anciennes catégories féminines

### Poids plumes
| Édition                                   | Or                               | Argent              | Bronze               |
| ----------------------------------------- | -------------------------------- | ------------------- | -------------------- |
| Moins de 53 kg                            |                                  |                     |                      |
| Sydney 2000                               | Yang Xia                         | Li Fengying         | Winarni Binti Slamet |
| Athènes 2004 (Résultats détaillés)        | Udomporn Polsak                  | Raema Lisa Rumbewas | Mabel Mosquera       |
| Pékin 2008, (Résultats détaillés)         | Prapawadee Jaroenrattanatarakoon | Yoon Jin-hee        | Raema Lisa Rumbewas  |
| Londres 2012 (Résultats détaillés)        | Hsu Shu-ching                    | Citra Febrianti     | Iulia Paratova       |
| Rio de Janeiro 2016 (Résultats détaillés) | Hsu Shu-ching                    | Hidilyn Diaz        | Yoon Jin-hee         |
| Moins de 55 kg                            |                                  |                     |                      |
| Tokyo 2020 (Résultats détaillés)          | Hidilyn Diaz                     | Liao Qiuyun         | Zulfiya Chinshanlo   |

### Poids moyens
| Édition                                   | Or               | Argent            | Bronze               |
| ----------------------------------------- | ---------------- | ----------------- | -------------------- |
| Moins de 63 kg                            |                  |                   |                      |
| Sydney 2000                               | Chen Xiaomin     | Valentina Popova  | Ioánna Chatziioánnou |
| Athènes 2004 (Résultats détaillés)        | Nataliya Skakun  | Hanna Batsiushka  | Tatsiana Stukalava   |
| Pékin 2008 (Résultats détaillés)          | Pak Hyon Suk     | Lu Ying-Chi       | Christine Girard     |
| Londres 2012 (Résultats détaillés)        | Christine Girard | Milka Maneva      | Luz Acosta           |
| Rio de Janeiro 2016 (Résultats détaillés) | Deng Wei         | Choe Hyo-sim      | Karina Goricheva     |
| Moins de 64 kg                            |                  |                   |                      |
| Tokyo 2020 (Résultats détaillés)          | Maude Charron    | Giorgia Bordignon | Chen Wen-huei        |